# Смерть Супермена (мультфільм)
Смерть Супермена (англ. The Death of Superman) — американський анімаційний фільм 2018 року, що вийшов відразу на цифрових носіях і оснований на коміксах «The Death of Superman» видавництва DC Comics. Є тридцять другим мультфільмом лінійки оригінальних анімаційних фільмів всесвіту DC та одинадцятим у серії «DC Animated Movie Universe». Є третьою, після «Супермен: Судний день» (2007) та «Бетмен проти Супермена: На зорі справедливості» (2016), адаптацією коміксу і, на відміну від попередників, найближчою до джерела. Прем'єра картини відбулася 20 липня 2018 року на фестивалі «San Diego Comic-Con International» у Сан-Дієго Фільм отримав рейтинг PG-13. Продовження під назвою «Панування Суперменів» вийшло у січні 2019 року.

## Сюжет
Після того, як Супермен розправився з черговою бандою, Кіборг, що спізнився, виявляє спадщину Дарксайда — метал з Апоколіпса — і віддає його на аналіз своєму батькові Сіласу Стоуну і його молодому протеже — Генрі Айронсу. Дізнавшись, що метал покращено на Землі, Супермен вирушає до Лекса Лютора, який перебуває під домашнім арештом, і звинувачує його в причетності до банди.
Космонавти, що знаходяться на шатлі «Ескалібур», під керівництвом Генка Геншоу виявляють астероїд, що летить на них. Командир екіпажу до останнього вірить, що їх врятує Супермен і не робить жодних спроб уникнути зіткнення. Знищивши космічний корабель, астероїд падає на Землю і йде на дно Атлантичного океану.
Лекс Лютор відправляє експедицію за космічним об'єктом. Разом з атлантами вчені виявляють істоту, яка розправляється з землянами. Лютор розуміє, що у Супермена нарешті з'явився конкурент. Прибулець, що вийшов на поверхню і вбиває всіх на своєму шляху, виявляється невразливим для людської зброї. Він є занадто сильним і для членів Ліги Справедливості. Бетмену доводиться викликати підкріплення, після того, як прибулець знешкодив Людину-яструба, Зеленого ліхтаря та Флеша.
Супермен намагається жити, як звичайна людина, і дуже переживає через стосунки з Лоїс Лейн. Йому важко існувати для коханої Кларком Кентом та Людиною зі сталі одночасно. Він знайомить її з батьками, а згодом відкриває свою особистість. Дізнавшись, що монстр прямує до Метрополіса, Супермен поспішає на допомогу, туди ж вирушають і Лоїс Лейн з оператором Джиммі Олсеном.
Тим часом прибулець уже розправився з Марсіанським Мисливцем, Кіборгом та Бетменом. Диво-жінка бореться з монстром, але той перемагає її. Супермен не дає чудовиську убити соратницю і люто бореться з «Думсдеєм», як його охрестила Лоїс Лейн.
Лекс Лютор сподівається, що Думсдей вб'є Супермена, але турбується, що планету не буде кому захистити від того, хто послав монстра на Землю. Він розробив броньовану зброю, керуючи якою, втручається в запеклу бій між прибульцями. Думсдей справляється з машиною і має намір убити Лютора, але Супермен рятує свого споконвічного суперника. Лоїс Лейн зізнається Кларку, що любить його, і той, зібравши останні сили, скручує шию Думсдею, але той встигає пронизати йому груди кістяним відростком. Дізнавшись, що монстр мертвий, Супермен помирає на руках коханої.
На прощальній церемонії мер Метрополіса дякує Лексу Лютору за допомогу Супермену і передає йому слово. Труну з Людиною зі сталі поміщають у мавзолей, поруч із яким височіє величезна статуя героя. Отримавши тіло Думсдея для досліджень Лютор має намір використовувати ДНК прибульця для створення суперармії. Разом із вченими LexCorp він стає свідком раптового відльоту корабля, на якому Супермен у дитинстві прибув на Землю.
У редакції Daily Planet обговорюють зникнення Кларка Кента. Джиммі Олсен переконує Лоїс Лейн зняти сенсаційний репортаж. Прибувши до меморіалу Супермена вони виявляють, що гробниця порожня, а поруч зі статуєю ширяє постать у плащі, яка стрімко відлітає вгору.
У першій сцені після титрів із лабораторії проєкту «Кадмус» втікає юнак, вирощений із криптонської ДНК. У другій сцені після титрів Айронс в особистій майстерні створює броню із символікою будинку Ел. У третій сцені таємничий двійник Супермена бере під контроль Фортецю Самотності. У четвертій сцені до Землі наближається клон Супермена, модифікований кіберімплантами.

## Ролі
| Актор            | Роль                                 |
| ---------------- | ------------------------------------ |
| Джеррі О'Коннелл | Кент Кларк/Супермен                  |
| Ребекка Ромейн   | Лоїс Лейн                            |
| Рейн Вілсон      | Лекс Лютор                           |
| Розаріо Довсон   | Диво-жінка                           |
| Натан Філліон    | Зелений Ліхтар                       |
| Крістофер Горем  | Флеш                                 |
| Метт Лантер      | Аквамен                              |
| Шимар Мур        | Кіборг                               |
| Ньямбі Ньямбі    | Марсіанський Мисливець               |
| Джейсон О'Мара   | Бетмен                               |
| Джонатан Адамс   | мер Букер                            |
| Роккі Керролл    | Сайлас Стоун / Перрі Вайт            |
| Тревор Деволл    | Бруно Мангейм / Дабні Донован        |
| Пол Ейдінг       | Джонатан Кент / астронавт Джим       |
| Патрік Фабіан    | Генк Геншоу / Кіборг Супермен        |
| Дженніфер Гейл   | Марта Кент / доктор Кліберн / Кемпер |
| Чарльз Гелфорд   | Біббо Біббовський                    |
| Еріка Латтрелл   | Мерсі Грейвс                         |
| Макс Міттельман  | Джиммі Олсен / Стів Ломбард          |
| Токс Олагундоє   | Кет Грант                            |
| Рік Паскуалоне   | Ден Терпін                           |
| Крес Вільямс     | офіцер Джон Генрі Айронс             |